# Attaque au couteau de Dunedin
 (11 mai 2021).
Le texte peut changer fréquemment, n’est peut-être pas à jour et peut manquer de recul. 
Le titre et la description de l'acte concerné reposent sur la qualification juridique retenue lors de la rédaction de l'article et peuvent évoluer en même temps que celle-ci.
L'attaque au couteau de Dunedin est une attaque au couteau survenue le 10 mai 2021 peu après 14 h 30 UTC+12, lorsque quatre personnes ont été poignardées au supermarché Countdown (en) dans le centre de Dunedin, en Nouvelle-Zélande. Les victimes étaient deux clients et deux membres du personnel, apparemment dans la zone proche de la pharmacie du supermarché.
L'agresseur, dans un état de psychose possiblement induite par la drogue, a poignardé quatre personnes ; il en a gravement blessé trois. Les quatre victimes des coups de couteau ont été admises à l'hôpital public de Dunedin (en), dont trois à l'unité de soin intensif dans un état critique. Le mobile de cette attaque n'est pas encore clair, mais comme indiqué, l'auteur présumé était dans un état d'esprit apparemment dérangé. Lors d'une conférence de presse, le premier ministre Jacinda Ardern a déclaré qu'il n'y avait aucune preuve que l'attaque était un incident de terrorisme intérieur. Elle a félicité les gens à l'intérieur du supermarché qui ont aidé à repousser l'attaquant en tant que héros. Le commandant du district de police, Paul Basham, a également salué les actions de ceux qui sont intervenus dans l'attaque, décrivant leurs actions comme « rien de moins qu’héroïques ». Un homme de 42 ans a été accusé de tentative de meurtre relativement à l'agression au couteau.

## Attaque
Vers 14 h 30 de l'après-midi, le supermarché était relativement occupé, les événements ont été décrits comme s'étant déroulés extrêmement rapidement. Un témoin oculaire, Jenny McDowell, a rapporté avoir entendu des cris, avant de se retourner et de voir un homme poignarder l'une des femmes du personnel, peut-être dans le dos. Une autre personne à l'intérieur du supermarché a alors entendu le bruit d'une personne ou de certaines étagères qui tombaient. Un autre client a entendu des cris et l'a pris pour ses enfants, avant de se retourner et de voir une femme qui avait été gravement poignardée au visage. L'homme s'est ensuite retourné et a chargé les clients, poignardant un homme au cou. Helena Rikiti, étudiante à l'Université d'Otago, a déclaré que le personnel du Lotto (en) et des sections légumes du supermarché se sont précipitées, puis les gens ont commencé à crier de plus en plus. C'est alors qu'un autre client s'est précipité devant la caisse, disant à tout le monde d'évacuer immédiatement.
Les acheteurs n'ont pas tardé à répondre, jetant à l'attaquant divers articles pour le distraire et le confondre. Cela a fonctionné, car il a été retenu avec quelques blessures mineures. McDowell a déclaré plus tard : "Je viens de voir des gens du public essayer de retenir l'homme. Il y aurait eu environ trois ou quatre personnes, il a failli se relâcher." Plus tard, elle a aidé à donner les premiers soins à la victime de sexe masculin poignardée au cou.

## Auteur
Dans une déclaration, l'homme qui a été placé en garde à vue a été décrit par Paul Basham, le commandant du district de police du sud, comme un agresseur « aléatoire ». Il a été escorté hors des lieux environ cinq à dix minutes après le début de l'attaque. Un témoin a affirmé que l'homme semblait avoir un épisode psychotique, et un autre a déclaré que l'homme était probablement sous drogue.
Le 11 mai, la police a déclaré qu'un homme de 42 ans avait été inculpé de quatre chefs de tentative de meurtre en relation avec l'agression au couteau et comparaîtrait devant le tribunal du district de Dunedin plus tard dans la journée. Il a obtenu la suppression provisoire du nom et a été placé en détention provisoire jusqu'à sa prochaine comparution devant le tribunal le 1er juin.

## Réactions
En plus d'avoir assuré au public que les coups de couteau n'avaient apparemment rien à voir avec le terrorisme, la première ministre Jacinda Ardern a déclaré lors d'une conférence de presse : « Inutile de dire qu'une telle attaque est extrêmement préoccupante, et je tiens à saluer les tout premiers rapports d'actes courageux par des spectateurs qui ont agi pour protéger ceux qui les entourent », a déclaré Ardern. « Nos pensées vont à tous ceux qui sont touchés par cette attaque. ». Countdown a publié un communiqué, disant : « Nous sommes choqués et dévastés par les événements dans notre magasin central de Dunedin cet après-midi [...] Notre priorité en ce moment est les membres de notre équipe blessés et de prendre soin de notre équipe plus large à la suite de cet événement extrêmement traumatisant. Nous sommes profondément contrariés que les clients qui ont essayé d'aider les membres de notre équipe aient également été blessés. »
La secrétaire au détail et aux finances du syndicat du personnel du compte à rebours, Tali Williams, a déclaré que bien qu'il y ait des discussions en cours sur la sécurité, il est « difficile de savoir ce qui peut arrêter quelqu'un comme ça dans cette situation ».